# Kocunia
Kocunia (Kocuń, w górnym biegu Skicka Struga) – rzeka, lewobrzeżny dopływ Głomi o długości 42,34 km.
Płynie przez Pojezierze Krajeńskie, w tym przepływa przez  jezioro Borówno (Specjalny Obszar Ochrony Siedlisk Natura 2000 "Uroczyska Kujańskie" (PLH300052) oraz Jezioro Sławianowskie Wielkie. Uchodzi do Głomi  w 26,2 km jej biegu w okolicach Krajenki. Odwadnia obszar o powierzchni 172 km².
Znaczną część zlewni stanowią tereny upraw rolnych. Rzeką biegnie szlak kajakowy.